# Millicent Fenwick
Millicent Vernon Fenwick, nata Hammond (New York, 25 febbraio 1910 – Bernardsville, 16 settembre 1992), è stata una politica, ambasciatore e giornalista statunitense, membro della Camera dei Rappresentanti per lo stato del New Jersey dal 1975 al 1983.

## Biografia
Secondogenita del politico e diplomatico Ogden Hammond, all'età di cinque anni Millicent perse la madre, rimasta vittima dell'affondamento della RMS Lusitania. Due anni dopo suo padre si risposò ed ebbe un altro figlio dalla nuova moglie.
Millicent ebbe un'infanzia agiata e venne educata in scuole private. Dopo aver frequentato la Columbia University intraprese l'attività di giornalista e lavorò quattordici anni per Vogue, occupandosi di articoli riguardanti l'etichetta e l'eleganza. Nel 1931 conobbe Hugh McLeod Fenwick, che per sposarla divorziò dalla moglie. I Fenwick ebbero due figli, Mary e Hugh, ma si separarono pochi anni dopo e divorziarono definitivamente nel 1945.
Negli anni cinquanta la Fenwick si interessò al movimento per i diritti civili e questo suo coinvolgimento la portò ad entrare in politica al fianco del Partito Repubblicano. Dopo aver svolto piccoli incarichi, fra il 1970 e il 1973 servì all'interno della legislatura dello stato del New Jersey e lasciò il seggio per divenire direttrice della Divisione per gli affari del consumatore sotto l'amministrazione del governatore William T. Cahill.
A sessantaquattro anni venne eletta deputata alla Camera dei Rappresentanti, dove rimase per otto anni; lei stessa definì la sua elezione "un trionfo geriatrico". Dopo il quarto mandato, la Fenwick decise di non chiedere la rielezione, candidandosi invece al Senato, ma venne sconfitta con uno strettissimo margine di voto dal democratico Frank Lautenberg.
La Fenwick fu così costretta a lasciare il Congresso, ma poco dopo il Presidente Ronald Reagan la nominò ambasciatrice presso le Agenzie per l'Alimentazione e l'Agricoltura delle Nazioni Unite; si occupava cioè di presiedere la missione diplomatica statunitense presso le tre agenzie dell'ONU destinate ad accrescere la produzione agricola mondiale e a debellare la fame nei paesi più poveri: la FAO, l'IFAD e il WFP. Per questo impiego dovette trasferirsi in Italia, dove imparò a parlare la lingua locale in modo fluente. Millicent Fenwick occupò la posizione di ambasciatore fino al 1987, quando si ritirò pochi mesi prima della morte della figlia Mary, ammalata di leucemia.
Nonostante il ritiro dalla vita pubblica e la salute cagionevole, la Fenwick continuò a svolgere molte delle attività sociali di cui si occupava durante la carriera politica. Morì per insufficienza cardiaca nel 1992, all'età di ottantadue anni.
Nel corso della sua permanenza al Congresso, Millicent Fenwick era giudicata una repubblicana indipendente, spesso lontana dalle posizioni ideologiche del suo partito e talvolta addirittura liberale. Oltre all'interessamento verso i diritti civili, fu anche portavoce del movimento femminista e a questo proposito si ricorda un suo battibecco con un collega conservatore contrario alle pari opportunità: l'uomo affermò "Delle donne ho sempre pensato che attirino i baci, siano tenere e abbiano un buon odore" e la Fenwick replicò "È quello che ho sempre pensato degli uomini e spero per il tuo bene che non sia stato deluso tante volte quanto lo sono stata io".
Millicent Fenwick è ritenuta il modello al quale si è ispirato Garry Trudeau nel creare il personaggio di Lacey Davenport per il suo fumetto Doonesbury. Accanita fumatrice di pipa, raccontò di aver adottato quest'abitudine in seguito al consiglio del suo medico di evitare le sigarette.